# Harald Nielsen (bokser)
Harald Laderstoff Nielsen (ur. 23 lutego 1902 w Kopenhadze, zm. 14 marca 1983 tamże) – duński bokser.
Nielsen brał udział na Igrzyskach Olimpijskich w 1924 roku, gdzie odpadł w pierwszej rundzie kategorii półśredniej po przegranej z Giuseppe Oldanim.
W Mistrzostwach Europy 1925 w Sztokholmie zdobył złoty medal pokonując w finale wagi półśredniej Helge Ahlberga ze Szwecji.
Nielsen stoczył dwie walki zawodowe. 1 listopada 1929 roku przegrał z Hansem Holdtem, a 16 października 1931 roku wygrał z Einarem Aggerholmem.